# Wargame: AirLand Battle
Wargame: AirLand Battle je pokračování realtimové strategie Wargame: European Escalation. Bylo vytvořeno Eugen Systems a vydáno 29. května 2013 Focus Home Interactive. Děj hry je zasazen do období Studené války, respektive mezi roky 1975-89.

## Frakce
Hratelné frakce jsou Varšavská smlouva (PACT), která je rozdělena na Sovětský svaz, Polsko, Východní Německo, a Československo; Dále můžete hrát za NATO, Které je rozděleno na Spojené státy americké, Velkou Británii, Francii, Západní Německo, Kanadu, Švédsko, Norsko, a Dánsko. Hráči si mohou zvolit různé jednotky ze států, podle toho za jakou hrají frakci. Dále si mohou postupem hry odemykat nové jednotky nebo si vylepšit již zakoupené jednotky. Ve hře je napříč všemi státy dostupných 852 historických jednotek. Nově si můžete zahrát jednotlivě za každý národ. Také je možné vytvořit si vlastní "balíček" bojových skupin se zaměřením na tanky, dělostřelectvo atd.

## NATO
- Spojené státy americké: Americké jednotky nemají žádné zjevné nedostatky nebo výhody s výjimkou několika výborných tanků, helikoptér a protitankových řízených střel s dlouhým doletem, na rozdíl od některých svých více specializovaných spojenců nebo nepřátel.
- Francie: Francouzské vojsko se nejvíce zaměřuje na lehké jednotky. Francouzské vozy jsou velice přesné a rychlé, ale velmi křehké. Proto je nejlepší taktikou rychlé útoky a přepady.
- Velká Británie: Britské tanky jsou protiklady těch francouzských : jsou těžce obrněné a ozbrojené, ale velmi pomalé a jsou nejlepší v obranné situaci. Na rozdíl od tanků jejich pěchota těží z rychlých vojenských transportů a podpůrných vozidel. Spojené království, na rozdíl od Francie, má málo nedostatků, nejvíce omezena je nedostatkem SEAD.
- Západní Německo: Jsou ozbrojeni převážně starými americkými vozidly. Jejich moderní jednotky jsou sice v boji efektivní ,ale jsou velice drahé. Jejich tzv. Panzergrenadiers patří mezi elitní jednotky ale stojí jako řadová pěchota. Trpí ale nedostatkem letectva a jsou nuceni používat především radarem vybavené země-vzduch střely.
- Švédsko: Původně neutrální, ale za studené války se silně nakloní směrem k NATO a Varšavská smlouva je považuje za skutečnou hrozbu. Jejich obrněné divize jsou schopny se rychle seskupit k úderu Varšavskou smlouvu. Jejich rychlá letadla mají zničující účinek. Tato velice mobilní armáda opírající se o silné a efektivní letectvo, které podporuje pozemní operace.
- Kanada: Kanadské síly spoléhají na svou robustní pěchotu a protitankové vozidla než na jejich tanky, ze kterých se obvykle na bojišti stávají jen terče. S jejich pěchotou patří mezi nejmobilnější ve hře.
- Norsko: S jejich dobře vyzbrojenou pěchotou se specializují na boj zblízka kde působí velké ztráty. Mohou se také spolehnout na moderní letectvo, které bylo modernizováno na počátku 80. let s americkou pomocí.
- Dánsko: S jejich Národní gardou,která je 2x větší než armády jiných zemí spoléhají na silnou pěchotu, stejně jako obrněný a ozbrojený průzkum a mnoho lehkých vozidel a protitankové vrtulníky schopné rychle odpudit útočníky.

## Varšavská smlouva
- Sovětský svaz: Stejně jako jeho jejich americký protějšek, sovětská armáda nemá žádné zjevné nedostatky a nevýhody s výjimkou obecně vyšší cenou svých jednotek. Opírá se hlavně o své tankové útvary a širokou škálu dělostřeleckých jednotek. SSSR také používá těžce ozbrojené a obrněné vrtulníkové jednotky.
- Polsko: Polsko má arzenál téměř totožný s tím sovětským, ale vynikají v transportu vojsk kde dokáží nečekaně udeřit nepřítele a poté se rychle seskupit a připravit se na další útok. Také mají výborné speciální jednotky které jsou velmi početné a bojeschopné např.: 15 Kommandos čekající v lese jsou schopní zlikvidovat najednout 8 obrněných transportérů i s pěchotou uvnitř a velitelský tank jako bonus.
- Československo: Na rozdíl od Polska Československé tanky a vrtulníky, československá armáda měla své vlastní vozidla, díky svému vojenskému průmyslu. S vynikající dělostřelectvem a jednotkama protivzdušné obrany a jednou z nejlepších speciálních jednotek, jsou nejlepší volbou jak podpořit armády Varšavské smlouvy.
- Východní Německo: Stejně jako Polsko, Východní Německo má arzenál téměř totožný s tím sovětským. Excelují převážně těžší pěchotou a rozvědkou, protože je jejich armáda založená na bránění Železné opony.

## Rozšíření
První zdarma rozšíření; Vox Populi;bylo vydáno 1. srpna 2013.
Druhé zdarma rozšíření: Magna Carta bylo vydáno 10 pros. 2013

## Engine
Ve hře je použitý upravený IRISZOOM engine. Tento engine dovoluje hrát na mapách 800 čtverečních kilometrů, na kterých se může nacházet až 100 miliónů objektů. Také to hráči dává možnost oddálit (pro řízení větších vojsk), a přiblížit (pro sledování menších přestřelek).